# أيهم أحمد
أيهم أحمد هو عازف بيانو  فلسطيني ولد في مخيم اليرموك دمشق ، سوريا للاجئين الفلسطينيين في1988  
وتعلم في مدارس الأونروا، درس أيهم أحمد الموسيقى في سوريا وعمل مع والده في متجر للأدوات الموسيقية في مخيم اليرموك إلى أن اضطر لخوض رحلة محفوفة بالمخاطر عبر البحر بحثا عن مستقبل أفضل في المانيا.
في عام 2015، حصل على جائزة بيتهوفن الدولية الافتتاحية لحقوق الإنسان والسلام والحرية ومكافحة الفقر والإدماج في بون - وكان من المفترض في الأصل أن تُمنح الجائزة لأول مرة في عام 2016 فقط، ولكن تم تقديم الجائزة إلى عام 2015 بسبب "التزام أحمد المتميز".كان ظهوره الأول في ألمانيا في حفل موسيقي للاجئين والمتطوعين في ميونيخ في أكتوبر 2015، بالإضافة إلى حفل موسيقي لصالح منظمة بوخوم لمساعدة اللاجئين بالتعاون مع أوركسترا بوخوم السيمفوني.
أحمد متزوج وله ولدان. وتمكنت عائلته من الانتقال إلى ألمانيا في أغسطس 2016.

## أعمالة
- كتاب (The Pianist of Yarmouk)[5]
- ألبوم موسيقي (Syria Music for Peace) [6]
- فلم تلفزيوني (The Pianist Of Yarmouk) [7]